# Фомищи
Фомищи — упразднённая деревня в Вязниковском районе Владимирской области России. В настоящее время является частью посёлка Стёпанцево.

## География
Нахлодилась в северо-восточной части области, в зоне хвойно-широколиственных лесов, в пределах Волжско-Окского междуречья, на левом берегу Стёпанцевского ручья, при автодороге 17Н-20, на расстоянии 21 километра (по прямой) к западо-юго-западу от города Вязники, административного центра района.

### Климат
Климат характеризуется как умеренно континентальный. Средняя температура воздуха самого холодного месяца (января) — −11,1 °C (абсолютный минимум — −48 °С), средняя максимальная температура воздуха (июля) — +23,3 °С (абсолютный максимум — +37 °С). Годовое количество атмосферных осадков составляет около 607 мм, из которых 413 мм выпадает в период с апреля по октябрь.

## История
В «Списке населенных мест Владимирской губернии по сведениям 1859 года» населённый пункт упомянут как удельная деревня Фомищи (Фомищево) Судогодского уезда, расположенная в 58 верстах от уездного города. В деревне насчитывалось 12 дворов и проживало 88 человек (45 мужчин и 43 женщины).
По состоянию на 1905 год, в Фомищах имелось 19 дворов и проживало 88 человек. В административном отношении деревня входила в состав Воскресенской волости.
По данным 1926 года, в деревне имелось 32 крестьянских хозяйства и проживало 310 человек (117 мужчин и 193 женщины). Являлась частью Стёпанцевского сельсовета.
Решением облисполкома № 626 от 30 июля 1962 года включена в черту рабочего посёлка Стёпанцево.